# Belo (Virginia Occidental)
Belo es un área no incorporada ubicada dentro del Distrito Tug Hardee, una división civil menor del condado de Mingo, Virginia Occidental, Estados Unidos. Está catalogada como un asentamiento humano por la Junta de Nombres Geográficos de los Estados Unidos.
El número de identificación (ID) asignado por el Servicio Geológico de Estados Unidos es 1553854.

## Geografía
Se encuentra a una altitud de 202 m s. n. m. (663 pies) según el conjunto de datos de elevación nacional.